# Rocío Monasterio
Rocío Monasterio San Martín (Madrid, 4 de febrero de 1974) es una empresaria, arquitecta y política hispano-cubana, miembro de Vox. Entre 2019 y 2024 fue la presidenta y portavoz parlamentaria de Vox en la Comunidad de Madrid. En octubre de 2024 fue destituida del primer cargo y sustituida por José Antonio Fúster.

## Biografía
Nació el 4 de febrero de 1974 en Madrid, España. Es hija de padre cubano y madre española. Sus antepasados cubanos fueron terratenientes en Cienfuegos, propietarios del ingenio azucarero Manuelita y dueños de la Compañía Azucarera Atlántica del Golfo, que llegó a cotizar en la bolsa de Nueva York. Tras la revolución cubana de 1959 y la expropiación de sus empresas y propiedades, la familia recaló en España, donde su padre abrió el primer Kentucky Fried Chicken del país, en 1972.
Comenzó los estudios de arquitectura en 1992 en la Escuela Técnica Superior de Arquitectura de Madrid (ETSAM) y obtuvo su titulación en 2009.
El 15 de mayo de 2001, contrajo matrimonio en la capilla de las Esclavas del Sagrado Corazón de Jesús (La Moraleja) con Iván Espinosa de los Monteros, hijo de Carlos Espinosa de los Monteros y Bernaldo de Quirós. Rocío Monasterio dirigió un estudio dedicado a adquirir locales para su transformación en lofts y a decorar viviendas de lujo, ofertadas por su marido,promotor inmobiliario.

## Carrera profesional
Licenciada por la Universidad Politécnica de Madrid con especialización en Ordenación del Territorio, Urbanismo y Medio Ambiente, obtuvo el título de arquitecto en 2009. Se benefició de una beca de la Fundación Camuñas para el curso superior de ayudante de profesor de proyectos y en 1997 quedó en segundo lugar en la categoría de Europa y África del premio «ACSA Otis International Student Design Competition» por su proyecto de 3000 viviendas en Hong Kong «From Urban to Private». Fue socia de Luxury Rentals SL y en 2000 fundó con su nombre el estudio de arquitectura e interiorismo Rocío Monasterio y Asociados.
En 2002 emprendió su carrera por cuenta propia creando el estudio de arquitectura e interiorismo “Rocío Monasterio y Asociados”, dedicado a proyectos de viviendas, locales y oficinas. Además ha trabajado como profesora ayudante de Proyectos Arquitectónicos en la Escuela Técnica Superior de Arquitectura de Madrid y en diversos estudios de arquitectura.
Adquirió la titulación como arquitecta y se colegió en el COAM en 2009. Anteriormente en 2003 había firmado planos como arquitecta y certificaciones de obra, que incluían obras de demolición parcial y estructuras, para lo que es necesario legalmente la titulación, colegiación y visado colegial. Tras publicarse, Rocío Monasterio eliminó las referencias a dichos proyectos que previamente existían en su página web. En mayo de 2021 la Fiscalía de Madrid se querelló contra Monasterio por falsedad en documento público, por haber presentado en 2016 al ayuntamiento de Madrid unos planos con sellos de visado falsos. El Tribunal Superior de Justicia de Madrid archivó el caso debido a que la falsificación era «tan burda y perceptible a simple vista sin necesidad de pericia que resulta incapaz de inducir a error alguno sobre la autenticidad» y, por tanto, no tenía las características necesarias para calificar el hecho como ilícito penal.
En enero de 2023 fue condenada a pagar 8100 euros por la Audiencia provincial de Madrid por realizar reformas ilegales por carecer de licencia para convertir un local comercial en vivienda.
Tres meses después vuelve a ser condenada, junto a su marido, por emitir facturas falsas de su estudio de arquitectura.

## Ámbito político

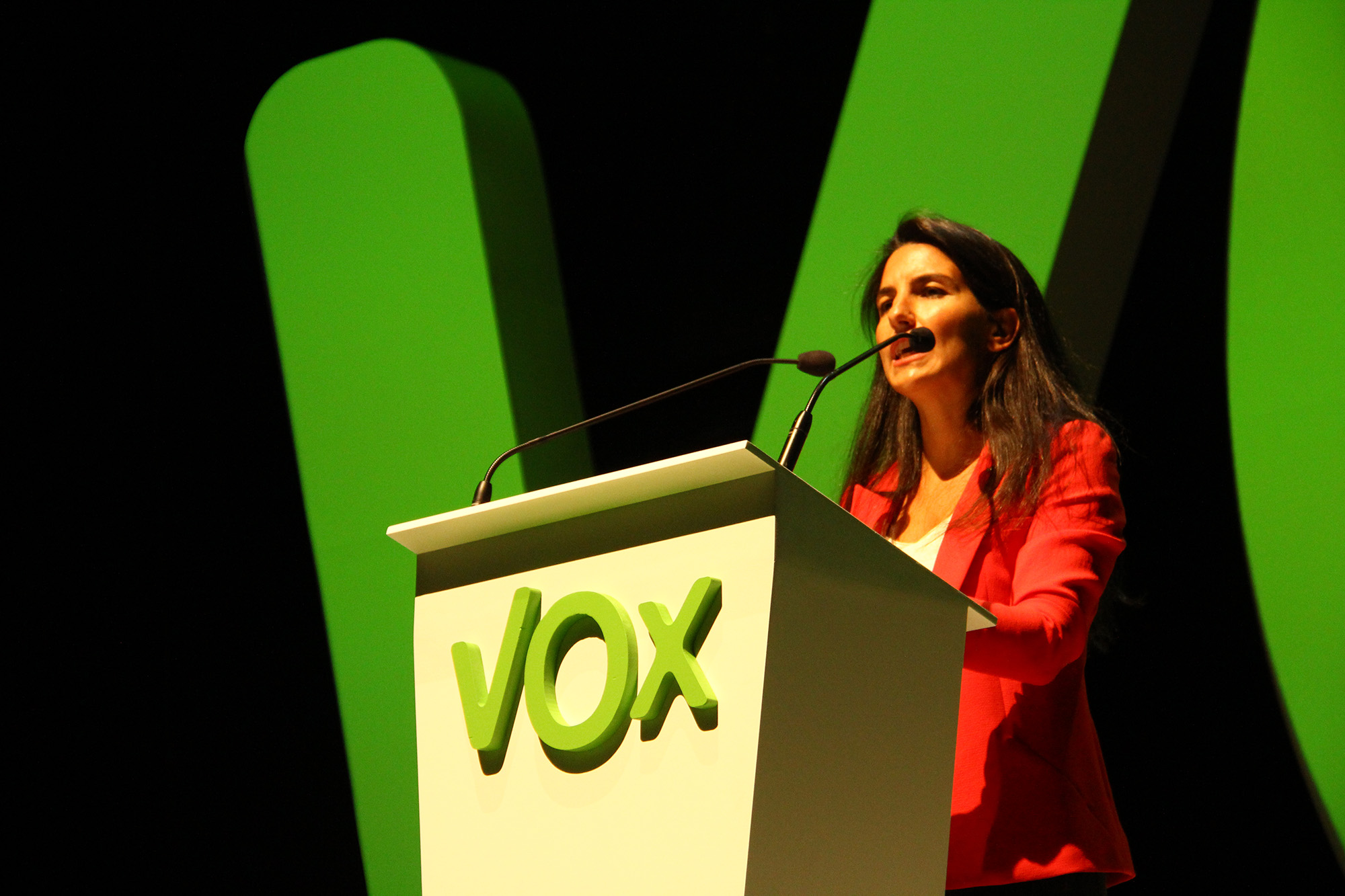
Monasterio en un acto de Vox en Vistalegre.

Rocío Monasterio entró a formar parte de Vox en 2014, y es actualmente presidenta del Comité Ejecutivo Provincial del partido en Madrid. También es responsable a nivel nacional del área de Asuntos Sociales, más concretamente vicesecretaria de Asuntos Sociales del partido. El 18 de abril de 2019 fue anunciada como cabeza de lista de su partido de cara a las elecciones a la Asamblea de Madrid de 2019, postulándose así como aspirante a la presidencia de la región, con José María Marco como número 2 de la lista electoral.
Además de su actividad en Vox, fue fundadora de la Plataforma por las Libertades, entidad dedicada a «combatir la ideología de género», y del Foro Generación del 78, una asociación de debate sobre temas políticos, económicos, culturales e internacionales integrada por jóvenes profesionales.
En 2011 recibió el Premio Amigos Madrina.
En 24 de marzo de 2021 fue presentada como cabeza de lista de cara a las elecciones a la Asamblea de Madrid de 2021. Quedó en cuarta posición, aumentando en uno el número de diputados respecto a las elecciones anteriores (de 12 a 13), y continuó en la oposición, aunque apoyando externamente al gobierno de la popular Isabel Díaz Ayuso.
En 2023 fue condecorada por la Municipalidad de Lima, bajo el mandato de Rafael López Aliaga.
En febrero de 2024, la Asamblea de Madrid la investigó por intentar amañar unas votaciones emitiendo un falso voto. Finalmente fue sancionada con quince días de sueldo por el intento de amaño.
El 9 de octubre de 2024, la formación anunció la destitución de Rocío Monasterio como presidenta del Comité Ejecutivo Provincial del partido en Madrid. Fue sustituida por el portavoz nacional, José Antonio Fúster. Tras acusar a Santiago Abascal e Ignacio Garriga de imponer "a dedo" a Fúster y no por democracia interna abandonó la Política.

## Posiciones políticas

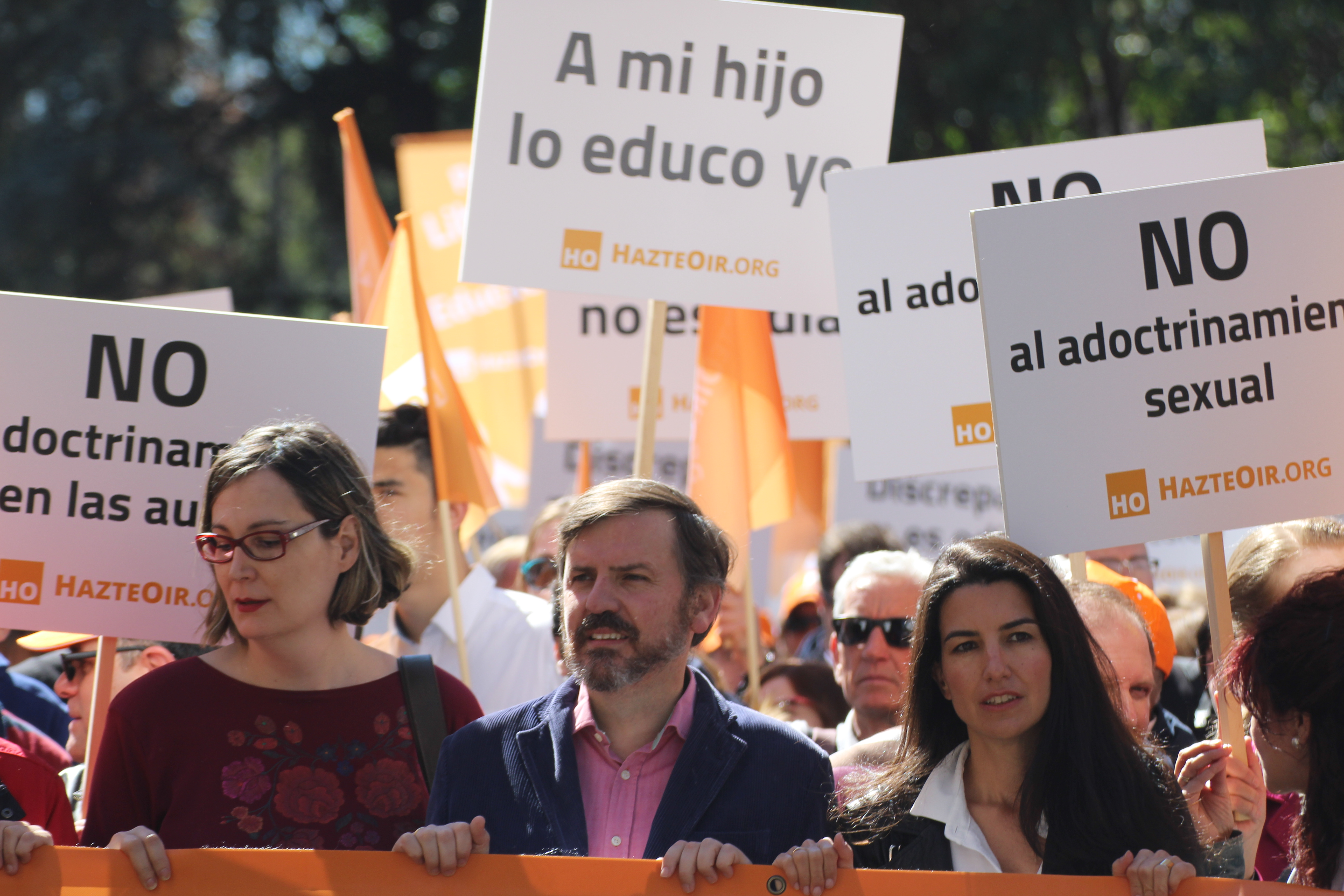
Monasterio (derecha) en una manifestación de HazteOír.

Considerada parte del «núcleo duro» de VOX, se la ha relacionado con círculos «ultraconservadores» y «ultracatólicos»; a este respecto, Monasterio se ha posicionado en contra del aborto y en la «marcha provida» del 15 de abril de 2018, afirmó que Vox estaba presente en la manifestación «porque consideramos que es fundamental proteger la vida, la maternidad, la paternidad y la familia». También se ha posicionado en contra de «movimientos feministas radicales», oponiéndose al «negocio de la "ideología de género"» y, a pesar de haberse identificado como feminista, ha declarado que el «feminismo pretende demonizar el modelo de familia tradicional». En diciembre de 2018, denunció que grupos feministas le han amenazado de muerte, y que ha recibido «agresiones físicas, escupitajos, insultos, amenazas y lluvias de piedras», mientras afirmaba que la 
Ley de Violencia de Género ha fracasado. Como sustitución de la Ley de Violencia de Género, Monasterio ha propuesto una ley de violencia intrafamiliar, «que sea efectiva no solo en la protección de las mujeres maltratadas, sino también que proteja a aquellos que son víctimas de la violencia en el ámbito doméstico, como niños, hombres y abuelos». En sintonía con las posiciones de HazteOír, ha participado en actos de dicha asociación, como la campaña del autobús de 2017.
En diciembre de 2016 suscribió un manifiesto que, entre otros puntos, se lamentaba de la prohibición de las terapias de reorientación sexual para homosexuales. En junio de 2019 negó haber hablado de terapias.
También se ha posicionado en contra del alquiler de vientres, ha declarado que «llevaría el Orgullo Gay y fiestas similares a la Casa de Campo», y que el «matrimonio es la unión entre un hombre y una mujer, que el resto serían uniones civiles», de la misma manera cuestiona el área de prioridad residencial Madrid Central de la capital: «ese urbanismo es muy antiguo. Encapsular una zona con un argumentario falso, el del cambio climático». Asimismo está en contra de la inmigración ilegal, tema respecto al cual ha manifestado que todos los inmigrantes sin papeles «deberían ser expulsados». Monasterio igualmente defiende la cadena perpetua para delitos graves.